# Portal Tomb von Gorteen
Das Portal Tomb von Gorteen, das erstmals 1913 auf einer Karte als Antiquität angezeigt wurde, liegt auf einer leichten Erhöhung im Weideland der Küstenebene, zwischen dem Ben Bulben und dem Meer, im Nordosten des County Sligo in Irland. Es liegt im Townland Gorteen (irisch An Goirtín, „das kleine Feld“). Als Portal Tombs werden auf den Britischen Inseln und auf der irischen Insel  Megalithanlagen bezeichnet, bei denen zwei gleich hohe, aufrecht stehende Steine mit einem Türstein dazwischen die Vorderseite einer Kammer bilden, die mit einem zum Teil gewaltigen Deckstein bedeckt ist.
Das Portal Tomb ist schlecht interpretierbar. Drei große Platten sind Teil der Kammer und liegen teils aufeinander. Die südliche Platte mit spitzer Oberkante sieht aus wie einer der Portalsteine. Sie misst im Querschnitt etwa 1,7 × 0,5 m und wäre aufgerichtet etwa 3,3 m hoch. Die Platte westlich davon steht aufrecht und könnte ein Seitenstein gewesen sein. Sie misst 2,6 × 0,5 m und ist im Süden 1,5 m und im Norden 0,9 m hoch. Der dritte Stein ruht auf dem Portalstein. Er misst 2,3 × 1,5 × 35 m und könnte der Türstein sein.
Westlich der Gruppe liegen zwei weitere Steine. Sie messen 2,2 bzw. 1,5 m. Etwa 5,5 m südlich liegt eine dritte, etwa 3,0 m lange Platte.
Spuren eines Cairns sind nicht vorhanden.